# Opel 18/40 PS
L’Opel 18/40 PS est une voiture de la catégorie luxueuse construite par Adam Opel KG de 1912 à 1914 pour succéder au modèle 21/45 PS.

## Historique et technologie
En plus de la 21/45 PS plus grande, la 18/40 PS a également remplacée le modèle 16/35 PS plus petit et moins cher.
Le moteur était un moteur quatre cylindres d’une cylindrée de 4 676 cm³ (alésage x course = 105 mm x 135 mm). Il produisait 45 ch (33 kW) à 1 500 tr/min. Le moteur à commande latérale était refroidi par eau; Une pompe centrifuge assurait la circulation du liquide de refroidissement. La puissance du moteur était transmise à l’essieu arrière via un embrayage à cône en cuir, une boîte de vitesses manuelle à quatre vitesses et un arbre à cardan. La vitesse maximale de la voiture était de 80 km/h.
Les deux essieux rigides étaient suspendus au cadre, constitué de profilés en tôle en acier, par des ressorts à lames trois quarts elliptiques (demi-elliptiques sur le modèle précédent). Le frein de service agissait sur l’arbre à cardan (il agissait sur l’arbre de sortie de la transmission sur le modèle précédent). Le frein à main a été conçu comme un frein à tambours agissant sur les roues arrière.
Il y avait quatre styles de carrosserie, une voiture de tourisme à quatre places, une torpédo, une limousine Pullman quatre portes et un landaulet. La carrosserie coupé de la prédécesseur n’était plus disponible. La variante la moins chère (la voiture de tourisme), coûtait 12 750 Reichsmark.
Début 1914, la construction de la 18/40 PS est arrêtée. La successeur était le modèle 20/45 PS, plus grand.